# Mazalna mast
Mazalna mast se v tehniki uporablja pri vseh gibljivih strojnih elementih kot so, zglobi, zobčeniki, drsne ploskve, včasih pa tudi na izpostavljenih mestih kot površinska zaščita. Masti za te namene morajo imeti homogeno strukturo, mehansko konsistenco, mehansko dobro stabilnost. Pri visoki termični in oksidacijski stabilnosti se poveča tudi odpornost proti staranju. Uporabljamo več vrst mazalnih masti v odvisnosti od namena uporabe, te vrste masti so
Mast z natrijevo osnovo sestavljena je na osnovi natrijevega mila in višjih maščobnih kislin, ni odporna proti vodi. Uporabljajo jo za mazanje drsnih ležajev in kotalnih ležajev.
Mast z litijevo osnovo sestavljena je na osnovi litijevega mila in višjih maščobnih kislin, odporna je proti vodi, z raznimi dodatki pa tudi proti oksidaciji in koroziji. Uporablja se za mazanje kotalnih in drsnih ležajev, ki obratujejo pri razmeroma visokih temperaturah in v prisotnosti vode.
Mast s kalcijevo osnovo sestavljena je na osnovi kalcijevega mila, živalskih in rastlinskih maščobnih kislin z aditivi ter stabilizirana z malimi količinami vode. Uporablja se za mazanje drsnih ležajev, krogličnih ležajev, verig, zobnikov in je odporna proti vodi.
Mast z aluminijevo osnovo sestavljena je na osnovi aluminijevega stearata, dispergiranega v mineralnem olju, odporna je proti vodi, dodajajo ji dodatke za oprijemljivost. Uporablja se za mazanje šasij in spodnjih delov motornih vozil.
Mast z molibdendisulfidom sestavljena je iz različnih osnov z dodatkom MoS2-(molibdendisulfid)om. Uporablja se za mazanje mest, kjer nastopajo ekstremne obremenitve.
Mast z grafitom sestavljena je iz različnih osnov z dodatkom grafita. Uporablja se za mazanje drsnih ležajev, manjših hitrosti in večjih tlakov.
Mast za velike tlake je specialna mast na osnovi litijevih mil z dodatki za ekstremne tlake. 